# هربرت ريد

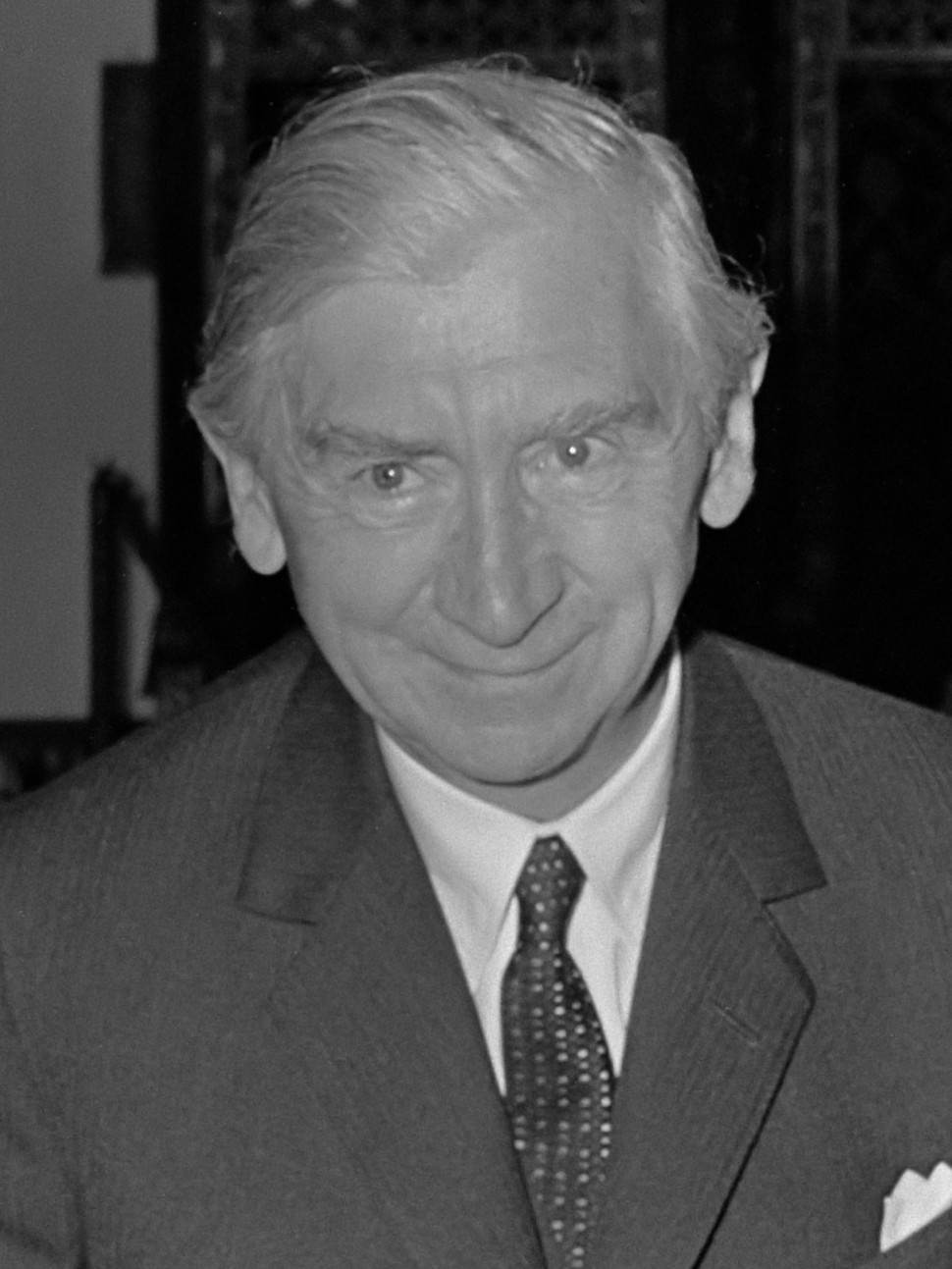
Herbert Read in 1966

## روابط خارجية
- هربرت ريد على موقع الموسوعة البريطانية (الإنجليزية)
- هربرت ريد على موقع مونزينجر (الألمانية)
- هربرت ريد على موقع ديسكوغز (الإنجليزية)